# Mega-
Mega er et SI-præfiks og angiver at den nævnte enhed skal multipliceres med 1 000 000 eller 106. Mega angives med symbolet stort "M", mens præfikset milli- angives med lille "m".
I visse informationsteknologiske sammenhænge er en Mega sædvanligvis 1 048 576 = 220, da computere oftest regner i det binære talsystem. Se artiklen om binært præfiks.